# Korte Jansstraat (Utrecht)
De Korte Jansstraat is een straat in het centrum van de Nederlandse stad Utrecht. Ze loopt met een lengte van zo'n 80 meter vanaf de Domstraat naar het Janskerkhof.
De straat bestond reeds omstreeks 1300. Tot de Reformatie (circa 1580) bevond zich in het noorden de immuniteit van de Janskerk. Rond 1645 is de straat aan de westzijde verbreed en kort na het jaar 1900 volgde een verbreding aan de oostzijde.
Anno 2013 bevinden zich negen monumenten in de straat. Korte Jansstraat 1-7 zijn woon-winkelpanden uit 1906 naar ontwerp van P.J. Houtzagers. Korte Jansstraat 23-25 dateert uit 1904 en is in jugendstil vormgegeven naar ontwerp van M.E. Kuiler.
Door de Korte Jansstraat reed in de eerste helft van de 20e eeuw een tram.